# Vägledande samspel ICDP
Vägledande samspel ICDP är ett samspelsprogram som syftar till att skapa och upprätthålla goda relationer mellan omsorgsgivare och barn. Programmet har som mål att främja de vuxnas psykosociala kompetens i samspelet med barnet. En viktig utgångspunkt handlar om den vuxnes förhållningssätt gentemot barnet. Programmet har sin grund i FN:s barnkonvention. 

## Bakgrund
Programmet Vägledande samspel ICDP (International Child Development Programme) utvecklades 1985 av norrmännen Karsten Rukman Hundeide och Henning Rye, professorer vid Oslo universitet. Programmet registrerades 1992 som en Non Government Organisation i Oslo, Norge.

## Kurser
Utbildningen inom programmet är utarbetad för föräldrar samt personal som arbetar med barn i olika verksamheter. Det har även utvecklats att passa för vårdpersonal inom Äldreomsorgen. 
"Vägledarutbildningen Basnivå 1" följs av "Diplomerad Vägledare nivå 2". I första hand är det många förskollärare, lärare, sjuksköterskor, psykologer, specialpedagoger och personal inom socialtjänst samt äldreomsorg som utbildas i programmet. Utbildningen är en kombination av teoretisk och praktisk utbildning.

## Internationell koppling
Vägledande samspel/ICDP som programmet heter i Sverige, är en del av ett det internationella nätverket ICDP. I Sverige drivs programmet av en stiftelse som heter ICDP Sweden. Det är en religiöst, politiskt och obunden stiftelse. ICDP Sweden ingår också i ett nordiskt nätverk där de nordiska ländernas styrelser diskuterar gemensamma frågor. 

## Läs mer
- Det finns ett antal böcker skrivna om Vägledande samspel utgivna på svenska på ICPD.se
- Utvärderingar av programmet har gjorts i Bergen, Norge. Se rapport på ICDP.se

- Karsten Hundeide är källhänvisad i en annan artikel på Wikipedia om "Sociokulturellt perspektiv på lärande"